# Eric Sorensen
Eric Sorensen (Rockford, 18 marzo 1976) è un politico statunitense, membro della Camera dei Rappresentanti per lo stato dell'Illinois dal 2023.

## Biografia
Allievo della Northern Illinois University, Eric Sorensen studiò meteorologia e svolse questa professione dapprima per la KTRE, una stazione televisiva del Texas affiliata con la ABC, poi per la WREX, una stazione dell'Illinois affiliata con la NBC, infine divenne il meteorologo anziano della WQAD-TV, una rete con sede a Moline affiliata con la ABC. Lasciò la televisione nel 2021 e si occupò di comunicazione per la UnityPoint Health, una rete di servizi sanitari.
Entrato in politica con il Partito Democratico, nel 2022 si candidò alla Camera dei Rappresentanti per il seggio lasciato dalla deputata Cheri Bustos. Dopo essersi aggiudicato le primarie del partito, affrontò nelle elezioni generali la repubblicana Esther Joy King, riuscendo a sconfiggerla con un margine di scarto di diecimila voti. Eric Sorensen divenne così il primo omosessuale dichiarato ad essere eletto deputato per lo stato dell'Illinois.